# Estenosis de la arteria renal
En medicina, se conoce como estenosis de la arteria renal al estrechamiento en la luz de esta arteria. La arteria renal es el vaso sanguíneo que lleva la sangre al riñón, su obstrucción disminuye el flujo sanguíneo a este órgano y provoca insuficiencia renal e hipertensión arterial por activación del sistema renina-angiotensina-aldosterona.

## Etiología
En el 90% de los casos está provocada por arterioesclerosis de la arteria renal, el 10% restante se debe a otras causas como displasia fibromuscular y vasculitis.

## Clínica
La falta de aporte sanguíneo suficiente al riñón provoca insuficiencia renal y la activación del sistema renina-angiotensina-aldosterona, lo cual ocasiona hipertensión arterial de origen renal (hipertensión renovascular) refractaria a los tratamientos habituales, por ello es frecuente la aparición de complicaciones como hipertrofia ventricular izquierda, insuficiencia cardiaca y accidente cerebrovascular.

## Diagnóstico
El diagnóstico se sospecha por los síntomas, la existencia de insuficiencia renal e hipertensión arterial severa que no responde al tratamiento. Se confirma mediante técnicas especiales de imagen que permiten constatar que la artería renal está estenosada. Las pruebas más utilizadas son ecografía dúplex, angiotomografía computarizada y angioresonancia magnética.

## Tratamiento
El tratamiento médico se basa en la administración de medicamentos para la hipertensión arterial que bloqueen el sistema renina-angiotensina-aldosterona, como los antagonista de los receptores de angiotensina II o los inhibidores de la ECA, estos medicamento están contraindicados si existe estenosis severa en las 2 arterias renales. El tratamiento quirúrgico se reserva para los casos más graves y consiste en la revascularización arterial mediante angioplastia renal y la colocación de un stent en la arteria renal a través de cateterismo.